# Chevrolet Advance Design
Chevrolet Advance Design a fost un camion produs de General Motors din 1947 până în 1956. Au fost vândute aproximativ 2 milioane de unități ale camionului și variantele sale și a fost cel mai popular camion din Statele Unite la acea vreme. Vehiculul a înlocuit camioanele anterioare din seria AK, care au vândut doar 90.000 de unități. Vehiculul a fost foarte popular datorită designului său rotund și curbat inspirat de Volkswagen Beetle. Camionul a fost în cele din urmă înlocuit de echipa de Chevrolet Task Force.

## Istoric
Când armata SUA a invadat Germania în timpul celui de-al doilea război mondial, au dus câteva vehicule Volkswagen Beetle în Statele Unite, astfel încât să poată studia designul lor. Unul dintre aceste vehicule Beetle a fost cumpărat de General Motors, care l-a luat să studieze designul și să învețe cum să își creeze propriile vehicule postbelice. Camionul anterior al General Motors era seria AK Chevrolet, camionul respectiv trebuind să nu mai producă din cauza războiului cu doar 90.000 de unități și nu a fost rentabil pentru companie. Așadar, General Motors a decis să creeze un nou camion cu designul Beetle. Acest design a fost unic și General Motors a crezut că va fi un succes.
Camionul rezultat a fost Chevrolet Advance Design, a fost lansat în 1947 și a devenit rapid foarte popular, vândând aproximativ 300.000 de unități în 1947. În 1949, camionul a fost eliberat și în Europa, dar a fost întrerupt acolo în 1951, deoarece General Motors a cerut vehiculelor Opel și Bedford. pentru a produce înlocuiri pentru vehicul. Acești înlocuitori au fost Opel Blitz și Bedford TA. Șasiul vehiculului a fost folosit și pentru Chevrolet Suburban. În 1955 vehiculul a fost înlocuit de Task Force-ul Chevrolet, dar producția a continuat până în 1956, când a fost întrerupt în cele din urmă. Stilul camionului a fost folosit și pe GAZ-53, Chevrolet HHR și Chevrolet SSR.